# Borowskij
Borowskij (ros. Боровский) – osiedle typu miejskiego w Rosji, w obwodzie tiumeńskim, w rejonie tiumeńskim. W 2010 liczyło 17 489 mieszkańców.